# Sabit Orudżew
Sabit Atajewicz Orudżew (ros. Саби́т Ата́евич Ору́джев, azer. Sabit Atababa oğlu Orucov, ur. 31 maja 1912 w Baku, zm. 20 kwietnia 1981 w Moskwie) – minister przemysłu gazowego ZSRR (1972–1981), Bohater Pracy Socjalistycznej (1981).

## Życiorys
Urodzony w azerskiej rodzinie robotniczej, od 1928 pracował jako wiejski nauczyciel, w 1936 ukończył Azerbejdżański Instytut Industrialny, później pracował w truście „Ordżonikidzenieft′”, w latach 1938–1939 był sekretarzem rejonowego komitetu Komsomołu w Baku. Od 1939 członek WKP(b), od kwietnia 1939 zarządca trustu „Ordżonikidzenieft′”, od marca 1944 zarządca trustu Stalinnieft Zjednoczenia „Aznieft′”, od lutego 1945 główny inżynier i zastępca szefa Zjednoczenia „Aznieft′”. Od sierpnia 1946 do marca 1948 główny inżynier i zastępca szefa Zjednoczenia „Krasnodarnieft′”, w latach 1948–1949 szef Zjednoczenia „Aznieftierazwiedka”, od października 1949 do kwietnia 1953 zastępca ministra przemysłu naftowego ZSRR – szef Głównego Zarządu Morskiego Wydobycia Ropy Naftowej, 1953–1955 szef Głównego Zarządu Ministerstwa ds. Wydobycia Ropy w Zachodnich Rejonach. Od lipca 1955 do czerwca 1957 ponownie zastępca ministra przemysłu naftowego ZSRR, w latach 1957–1959 przewodniczący Sownarchozu Azerbejdżańskiej SRR – zastępca przewodniczącego Rady Ministrów Azerbejdżańskiej SRR, 1959–1962 stały przedstawiciel Rady Ministrów Azerbejdżańskiej SRR przy Radzie Ministrów ZSRR, od stycznia 1962 do czerwca 1963 zastępca przewodniczącego Państwowego Komitetu Rady Ministrów ZSRR ds. Przemysłu Paliwowego. Od czerwca 1963 do stycznia 1964 zastępca przewodniczącego Państwowego Komitetu Przemysłu Chemicznego i Naftowego przy Gospłanie ZSRR, w latach 1964–1965 I zastępca przewodniczącego Komitetu Przemysłu Wydobycia Ropy Naftowej przy Gospłanie ZSRR, od października 1965 do czerwca 1970 I zastępca ministra przemysłu wydobycia ropy naftowej ZSRR, od czerwca 1970 do września 1972 I zastępca ministra przemysłu naftowego ZSRR, a od 20 września 1972 do końca życia minister przemysłu gazowego ZSRR. Deputowany do Rady Najwyższej ZSRR 3., 5., 9. i 10. kadencji. Od 1976 zastępca członka, a w 1981 członek KC KPZR. Pochowany na Cmentarzu Nowodziewiczym.

## Odznaczenia i nagrody
- Medal Sierp i Młot Bohatera Pracy Socjalistycznej (16 maja 1980)
- Order Lenina (trzykrotnie – 6 lutego 1942, 19 marca 1959 i 16 maja 1980)
- Order Rewolucji Październikowej (25 sierpnia 1971)
- Order Czerwonego Sztandaru Pracy (czterokrotnie – 27 kwietnia 1940, 8 maja 1948, 23 maja 1966 i 5 marca 1976)
- Nagroda Leninowska (1970)
- Nagroda Stalinowska (dwukrotnie – 1950 i 1951)
- Medal „Za pracowniczą dzielność” (31 lipca 1953)
- Medal „Za pracowniczą wybitność” (15 maja 1951)

I medale.